# Ash
Ash — британський музичний гурт, заснований 1992 року.

## Історія гурту
Засновниками гурту стали Тім Вілер та Марк Гамільтон, школярі з північноірландського міста Даунпатрік. Отримавши гітари як подарунок на Різдво 1989 року, вони заснували гурт Vietnam, в якому грали важкий метал. Невдовзі до них доєднався місцевий барабанщик Рік Макмюррей, і 1992 року вони утворили тріо Ash. Вони почали грати в місцевих закладах, виконуючи панк-рок, надихаючись музикою Buzzcocks.
1994 року гурт підписав контракт з лейблом Infectious Records та видав дебютний мініальбом Trailer. За рік вийшов студійний альбом 1977, названий на честь року народження музикантів та року виходу фільму «Зоряні війни», продюсером якого був Оуен Морріс, відомий роботою з Oasis та New Order. Платівка очолила британський альбомний чарт та привернула увагу американського лейблу Reprise Records.
1997 року до тріо додалася гітаристка Шарлотта Хатерлі. В оновленому складі було записано альбоми Nu-Clear Sounds (1998), Free All Angels (2001), Meltdown (2005). В середині 2000-х Хатерлі залишила колектив. 2007 року тріо видало альбом Twilight of the Innocents, який мав стати останнім великим релізом. Починаючи з 2009 року гурт став видавати сингли кожні два тижні, анонсувавши 26 синглів за кількістю букв в англійській абетці. Згодом їх було видано у збірках A-Z: Vol. 1 та A-Z: Vol. 2.
Протягом 2010-х років Ash знову зібралися в повному складі, за участі Шарлотти Хатерлі, та дали низку концертів, випустивши мініальбом, присвячений 20-річчю гурту. 2015 року вийшов новий студійний альбом Kablammo!, а за два роки — концертний альбом Live on Mars: London Astoria 1997.

## Дискографія
Студійні альбоми
- 1996 — 1977
- 1998 — Nu-Clear Sounds
- 2001 — Free All Angels
- 2004 — Meltdown
- 2007 — Twilight of the Innocents
- 2015 — Kablammo!
- 2018 — Islands
- 2023 — Race the Night[3]